# Joan Guillamet i Tuèbols
Joan Guillamet i Tuèbols (Figueres, 22 d'octubre de 1922 - Barcelona, 16 d'octubre del 2014), fou professor, periodista i escriptor català. Fou catedràtic de llengua i literatura dels instituts Ramon Muntaner de Figueres, Ausiàs March i Emperador Carles de Barcelona, i Rafael de Casanova de Sant Boi de Llobregat, i com a periodista va ser corresponsal a Figueres d'El Correo Catalán i El Noticiero Universal amb el pseudònim Hug de Roda. Va escriure a Tele Exprés, Avui, La Vanguardia i Tele Estel, i va fer col·laboracions a Presència, Serra d'Or, El Punt i Revista de Girona, entre d'altres.
El 1954 va ser un dels fundadors i membre del consell de redacció de la revista Canigó. Va rebre el premi Antoni Puig de Conill per la prosa Amor que devora, als Jocs Florals de l'Empordà (Figueres, 1961) i també va ser guardonat amb el Premi Catalonia de les Festes de Maig de les Lletres Catalanes en el 1971, per Coses i gent de l'Empordà. La seva obra periodística i literària el va fer mereixedor del Consell Comarcal de l'Alt Empordà en el 2005 per la seva dedicació al periodisme i també fill predilecte de Figueres en el 2008.

## Obra
- Guillamet i Tuèbols, Joan. Tots hem fet l'estraperlo.  Dima Ediciones, 1968, p. 147.
- Guillamet i Tuèbols, Joan. Els gitanos. Aproximació a un racisme.  Editorial Pòrtic, 1970, p. 167.
- Guillamet i Tuèbols, Joan. Coses i gent de l'Empordà.  Editorial Selecta, 1972, p. 280. ISBN 9788426124913.
- Guillamet i Tuèbols, Joan. Bruixeria a Catalunya.  La paraula Viva, 1976. ISBN 9788473900119.
- Guillamet i Tuèbols, Joan. Vent de tramuntana, gent de tramuntana.  Editorial Joventut, 1992, p. 270. ISBN 9788426126733.
- Guillamet i Tuèbols, Joan. Creadors, Barcelona enllà.  Editorial Columna, 1993, p. 136. ISBN 9788486612320.
- Guillamet i Tuèbols, Joan. La plana, el vent, la gent.  Joventut, 1997, p. 225. ISBN 9788426130259.
- Guillamet i Tuèbols, Joan. Llegendes del poema Canigó de Jacint Verdaguer (per a infants).  Brau Edicions, 1997, p. 91. ISBN 9788488589293.